# Rotor (électrotechnique)
Pour les articles homonymes, voir Rotor.

Rotor au centre relié à l'axe tournant, stator fixe externe.

Le rotor en électrotechnique est la partie mobile, par rapport au stator, des machines électriques tournantes : machine à courant continu, machine synchrone, machine asynchrone, etc.
Le rotor peut être un aimant qui lors de sa rotation induit un champ électrique dans les enroulements du stator du générateur/alternateur. Dans un moteur électrique, le courant passant dans les enroulements du rotor provoque un champ magnétique qui réagit avec celui permanent du stator pour faire tourner l'axe central.

## Moteur électrique

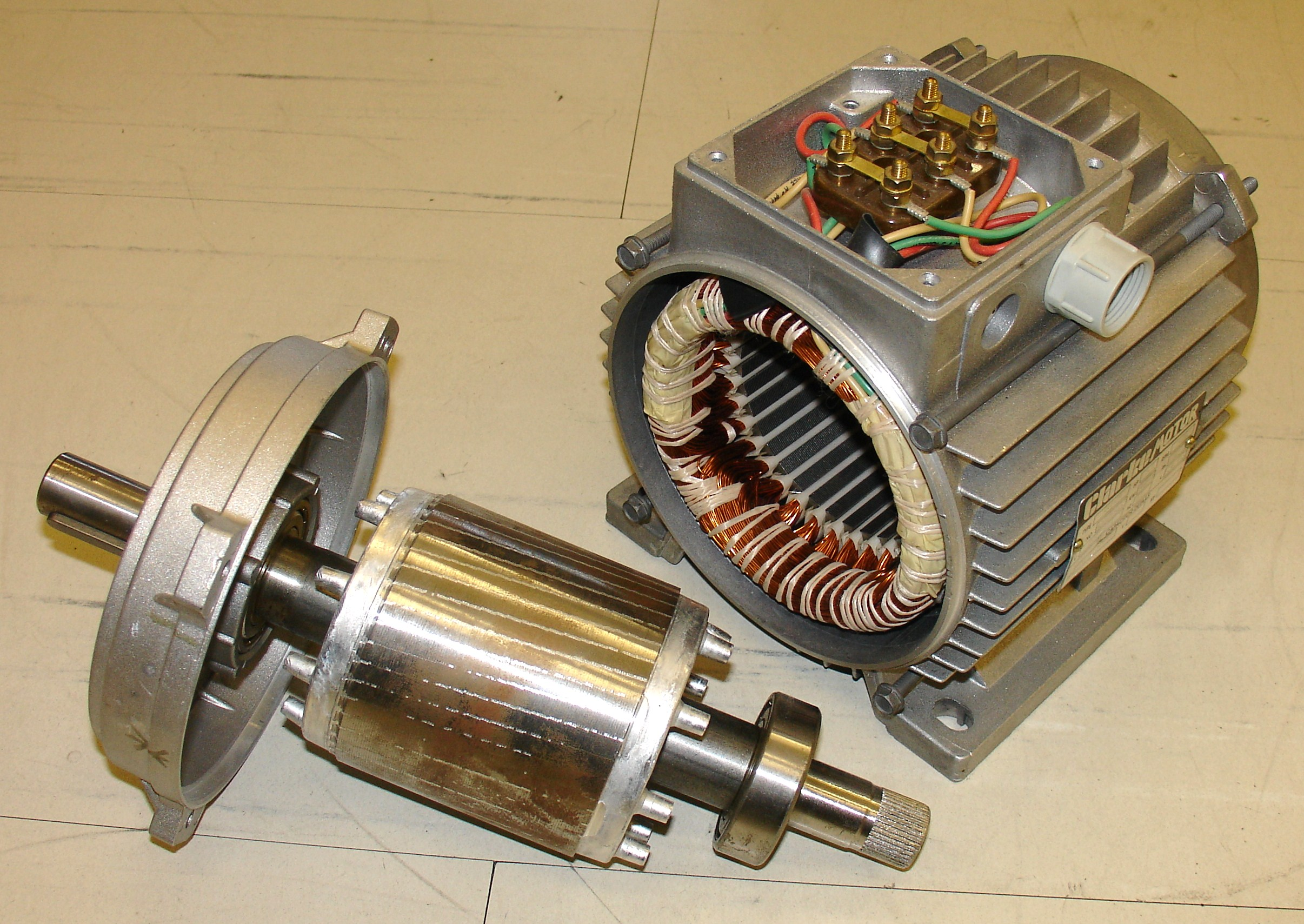
Rotor (en bas à gauche) et stator (en haut) dans un moteur électrique

Les machines électriques sont constituées d'un stator et d'un rotor,. Le stator crée une magnétisation longitudinale fixe à l'aide d'enroulements (inducteur) ou d'aimants permanents,. Le rotor est constitué d'un ensemble de bobines reliées à un collecteur rotatif. Le collecteur rotatif permet de maintenir fixe la direction transversale de magnétisation du rotor lorsque celui-ci tourne. Grâce à ce dispositif, les magnétisations, rotorique et statorique, sont toujours décalées de façon optimale (en quadrature),. Ce décalage provoque un couple selon la loi du flux maximum (un pôle nord attire un pôle sud), provoquant ainsi la rotation du rotor.

## Générateur électrique

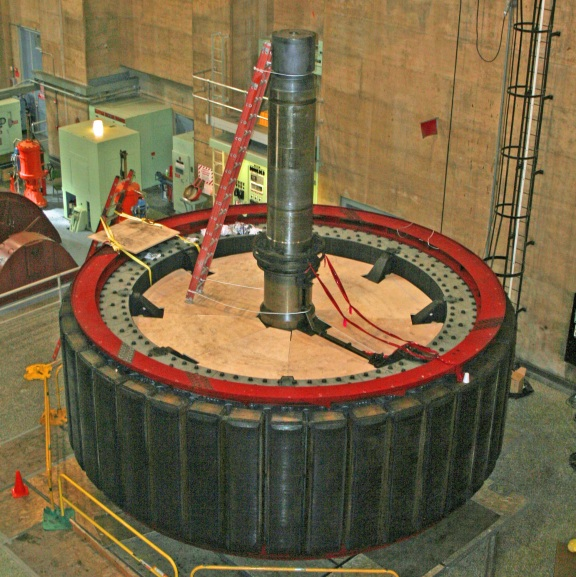
Rotor d'un des générateurs du barrage Hoover

Le générateur électrique est une machine rotative qui convertit l'énergie mécanique fournie au rotor en énergie électrique à courant alternatif. Le rotor est l'inducteur. Il peut être constitué d'un aimant permanent (générant donc un champ constant), dans ce cas la tension délivrée par la machine n'est pas réglable (si on ne tient pas compte des pertes dans les conducteurs) et sa valeur efficace et sa fréquence varient avec la vitesse de rotation. Plus couramment un électroaimant assure l'induction. Ce bobinage est alimenté en courant continu, soit à l'aide d'un collecteur à bague rotatif (une double bague avec balais) amenant une source extérieure, soit par un excitateur à diodes tournantes et sans balais. Un système de régulation permet l'ajustement de la tension et de la phase du courant produit.
Le stator est l'induit. Il est constitué d'enroulements qui vont être le siège de courant électrique alternatif induit par la variation du flux du champ magnétique due au mouvement relatif de l'inducteur par rapport à l'induit.

## Pertes
Les pertes énergétiques dans un moteur électrique sont en grande partie dues au glissement du rotor, l'écart de vitesse de rotation d'une machine asynchrone par rapport à la vitesse de rotation de son champ statorique. Il doit y avoir une différence de vitesse pour que ce type de moteur fonctionne car c'est le décalage entre le rotor et le champ statorique qui provoque l'apparition des courants induits au rotor, courants qui créent le champ rotorique. 
Les pertes du rotor sont proportionnelles au carré du glissement. Pour les diminuer, il faut augmenter la section et donc la masse des conducteurs du rotor, augmenter leur conductivité ou augmenter le champ magnétique entre le rotor et le stator.